# Velen, Västergötland
Velen är en sjö i Karlsborgs kommun och Töreboda kommun i Västergötland och ingår i Motala ströms huvudavrinningsområde. Sjön är 18 meter djup, har en yta på 2,66 kvadratkilometer och befinner sig 120 meter över havet. Sjön avvattnas av vattendraget Mossån. Vid provfiske har bland annat abborre, gers, gädda och lake fångats i sjön.

## Delavrinningsområde
Velen ingår i det delavrinningsområde (651294-141373) som SMHI kallar för Utloppet av Velen. Medelhöjden är 131 m ö.h. och ytan är 16,34 kvadratkilometer. Räknas de 18 delavrinningsområdena uppströms in blir den ackumulerade arean 44,82 kvadratkilometer. Mossån som avvattnar avrinningsområdet har biflödesordning 3, vilket innebär att vattnet flödar genom totalt 3 vattendrag innan det når havet efter 175 kilometer. Delavrinningsområdet består mestadels av skog (70 %). Avrinningsområdet har 2,8 kvadratkilometer vattenytor vilket ger avrinningsområdet en sjöprocent på 17,1 %.

## Fisk
Vid provfiske har följande fisk fångats i sjön:
- Abborre
- Gärs
- Gädda
- Lake
- Mört
- Nors
- Sutare